# Joseph-François-Clet Peschoud
Joseph-François-Clet Peschoud, né le 29 janvier 1805 à Saint-Claude (Jura), mort le 13 septembre 1865 à Vichy, est un ecclésiastique français, évêque de Cahors de 1863 à 1865.

## Biographie
Né dans une famille de marchands sanclaudiens, Joseph Peschoud entreprend ses études ecclésiastiques au grand séminaire de Besançon pour les poursuivre et achever à celui de Lons-le-Saunier après que l'évêché de Saint-Claude est rétabli en 1822. Ordonné prêtre pour le diocèse de Saint-Claude le 14 mars 1829, il enseigne d'abord les humanités au petit séminaire de Vaux de 1825 à 1831 avant que de desservir pendant 18 mois la paroisse rurale des Molunes. Nommé curé de la paroisse Notre-Dame de Salins-les-Bains, il occupe ce poste trois années tout en relevant le collège de la ville. En 1840, Jean-François-Marie Cart, ami jurassien et évêque de Nîmes, l'appelle auprès de lui pour servir comme aumônier du collège royal de la ville. Après trois années passées dans le Gard, il monte à la capitale pour s'y livrer à une activité de prédicateur. Très vite sollicité pour concourir à la renaissance du collège de Pontlevoy, il y séjourne 13 années, enseignant tout en dirigeant l'établissement.
Rappelé par le diocèse de Saint-Claude, il poursuit sa carrière de professeur au grand séminaire de Lons puis se voit nommé tour à tour chanoine titulaire de la cathédrale de Saint-Claude puis vicaire général.
Nommé évêque de Cahors par décret impérial du 15 mai 1863, il est préconisé le 28 septembre suivant. Sacré à Rocamadour le 30 novembre 1863, il même pendant près de deux ans une intense activité pastorale dans son diocèse. Très fatigué, venu prendre les eaux à Vichy, il décède promptement d'une crise d'hydropisie de poitrine à la maison des lazaristes de cette ville. Il est enterré dans la chapelle Saint-Joseph de la cathédrale Saint-Étienne de Cahors.

## Armes
De gueules à la croix de Toulouse d'or (vidée, cléchée et pommetée), accompagnée en chef de 2 étoiles d'argent et en pointe de 2 rameux d'olivier du même.

## Distinction
- Chevalier de la Légion d'honneur (13 aout 1862)[8]